# Jean Blaise Vernhette
Jean Blaise Vernhette est un homme politique français né le 28 février 1773 à Montjaux (Aveyron) et mort le 12 février 1839 à Montpellier (Hérault).

## Biographie
Magistrat sous la Restauration, il est conseiller à la cour d'appel de Montpellier. Il est député de l'Aveyron de 1827 à 1828. Il est le père d'Amédée Vernhette, député de l'Hérault, et de Louis Vernhette, député de l'Aveyron. 

## Sources
- « Jean Blaise Vernhette », dans Adolphe Robert et Gaston Cougny, Dictionnaire des parlementaires français, Edgar Bourloton, 1889-1891 [détail de l’édition]